# Compsenia brunneofusa
Compsenia brunneofusa là một loài bướm đêm trong họ Noctuidae.